# Arcosolio di Benedetto XIV

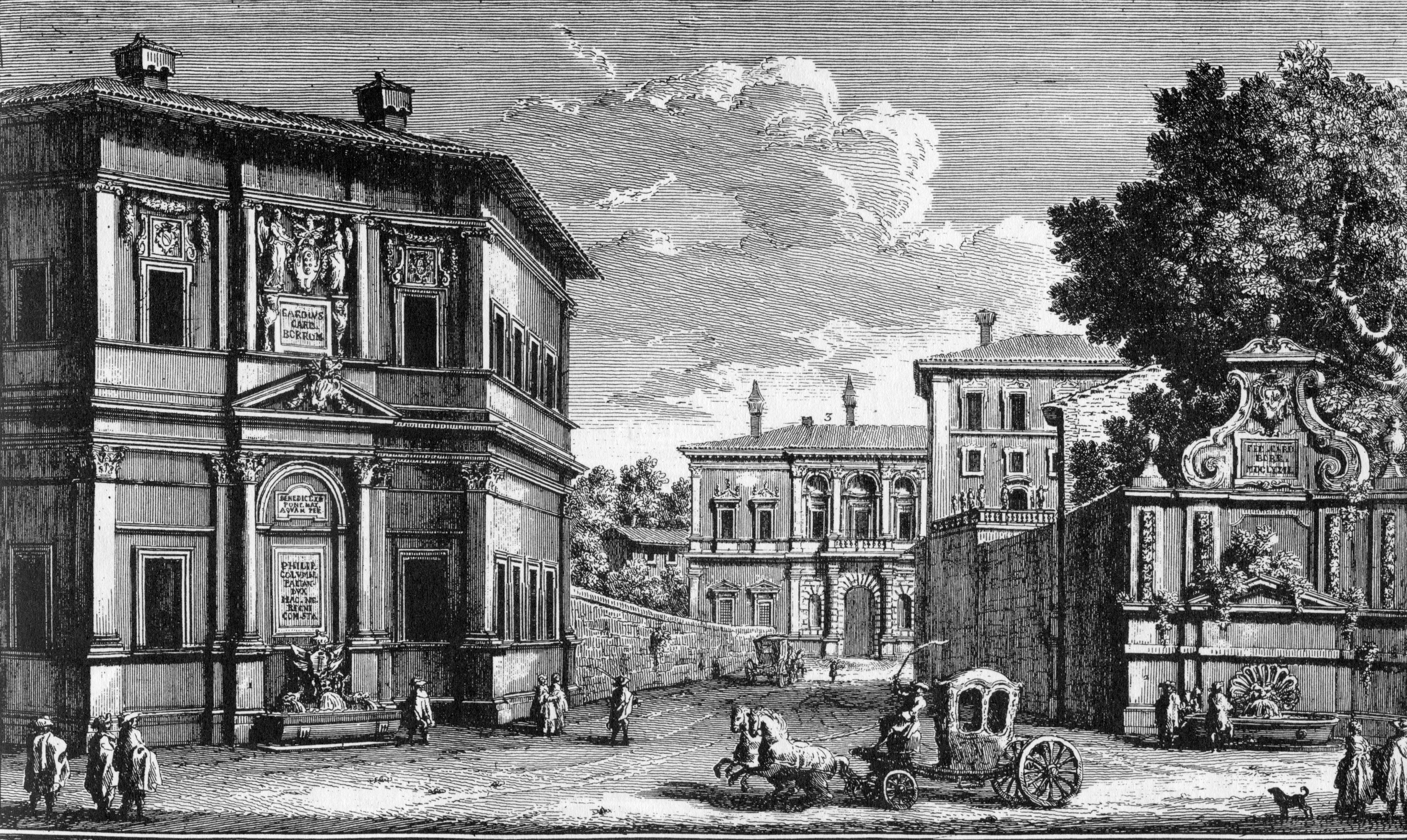
La fontana di papa Giulio III e, a destra, il "beveratore" - Incisione di Giuseppe Vasi

L’Arcosolio di Benedetto XIV (anche Abbeveratoio di Benedetto XIV) è una fontana che si trova a Roma, in via Flaminia, attualmente tra i numeri civici 94 e 96, dove fu trasferita in tempi recenti dopo varie vicende di sostituzioni, ricostruzioni, demolizioni e trasferimenti.
Quella attuale è, infatti, una fontana di tipo "abbeveratoio" (o "beveratore", cioè una fonte destinata all'uso pubblico e soprattutto all'abbeverata degli animali) la cui storia si mescola e si confonde con quella di almeno altre tre fontane.

## Storia e descrizione
Tra il 1551 e il 1553 papa Giulio III si fece costruire la villa sulla via Flaminia, "fuori Porta del Popolo", oggi conosciuta appunto come Villa Giulia, circondata da un parco con piante, statue e giochi d'acqua, tra cui un ninfeo alimentato da un condotto secondario dell'Acquedotto Vergine, fatto scavare appositamente per raggiungere la villa. Nel 1552 alle spalle del ninfeo, e quindi all'esterno del perimetro della villa ed all'imbocco della strada di accesso, fece erigere, per uso pubblico dei viandanti che si recavano a Roma verso Porta del Popolo, una fontana monumentale (nota oggi come la "Fontana di Papa Giulio III"). La sua posizione è però alquanto strana, perché per coloro che percorrono la via Flaminia verso Roma diviene visibile solo dopo averla superata, ma si trattò di una logica collocazione necessaria per la risoluzione del problema tecnico dovuto alla edificazione alle spalle del ninfeo, dovendo usare la stessa condotta d'acqua.
Sull'altro lato dell'accesso alla villa, e quindi di fronte alla precedente, fu posto un semplice abbeveratoio per i cavalli: una vasca ovale in granito di origine termale, con maniglioni in bassorilievo, in cui versava acqua un mascherone posto al centro di una valva di conchiglia. È dubbio se l'opera sia stata realizzata da Bartolomeo Ammannati, autore anche della villa e della fontana dirimpettaia.
Nel 1672 divenne proprietario della villa e dei terreni circostanti il Cardinale Federico IV Borromeo, il quale volle ripristinare il "beveratore" (a cui nel frattempo era stato tolto il flusso idrico) e fornirlo di una sistemazione degna dell'ingresso della villa. Sul modello della fontana di fronte fece costruire un doppio prospetto architettonico: quello inferiore con un timpano della stessa lunghezza della vasca, sovrastato da un prospetto superiore, più largo,  con quattro lesene, al cui centro si inseriva lo spigolo del timpano, culminante con un elemento a volute, in cui era posto lo stemma e l'iscrizione commemorativa:
È possibile che il mascherone con la valva di conchiglia sia stato aggiunto in quest'occasione anziché nella prima edificazione del 1552.
Risale al 1750 un episodio che apparentemente non ha nulla a che vedere con la fontana-abbeveratoio di Giulio III, ma che risulterà determinante per la sua vita futura e attuale. Sempre sulla via Flaminia, ma un centinaio di metri più avanti, verso Porta del Popolo, si trovava un'altra fontana da tempo in condizioni di abbandono. In previsione dell'arrivo a Roma da nord di una gran quantità di pellegrini per il Giubileo di quell'anno, papa Benedetto XIV ne commissionò a Giulio Sinibaldi il restauro e la riattivazione. L'architetto dunque la ripristinò e la collocò all'interno di un arcosolio, una sorta di nicchia, dalla parete bugnata, sormontata da un arco: struttura caratteristica delle sepolture catacombali. A commemorazione dell'avvenimento venne posta la solita epigrafe in latino con la citazione del Pontefice, dell'acqua utilizzata e dell'anno del restauro.
Per oltre un secolo la situazione rimase inalterata finché, a causa di lavori per la costruzione della rete fognaria, nel 1877 l'intero complesso della fontana del Babuino venne smembrato: la statua fu riposta all'interno del palazzo ex Buoncompagni, mentre la vasca andò a sostituire quella originale dell'abbeveratoio, che venne utilizzata per una delle fontane all'interno di Villa Borghese.
La definitiva opera di smembramento avvenne nel 1932, quando la "Cassa del Notariato", l'Ente di previdenza autonomo dei notai, divenne proprietaria del terreno retrostante la fontana-abbeveratoio. Fu demolito il prospetto seicentesco del Borromeo, ma venne conservato il resto: la vasca del Babuino rimase al suo posto, appoggiata ad una parete su cui venne realizzata la composizione che attualmente dà il nome alla nuova fontana, nota ormai come "Fontana delle Conche", sulla quale venne lasciata l'epigrafe (che però si riferisce, ovviamente, a tutt'altra opera). Il mascherone e la conchiglia vennero trasferiti all'"Arcosolio di Benedetto XIV", e ricongiunti all'antica vasca in granito, recuperata da Villa Borghese.
Ancora un intervento, che però riguardò quella che ormai era divenuta la "Fontana delle Conche": nel 1957 la vasca del Babuino fu restituita alla sua collocazione originale, sotto il Sileno, e sostituita con quella attuale, di una certa eleganza ma di scarso valore artistico.

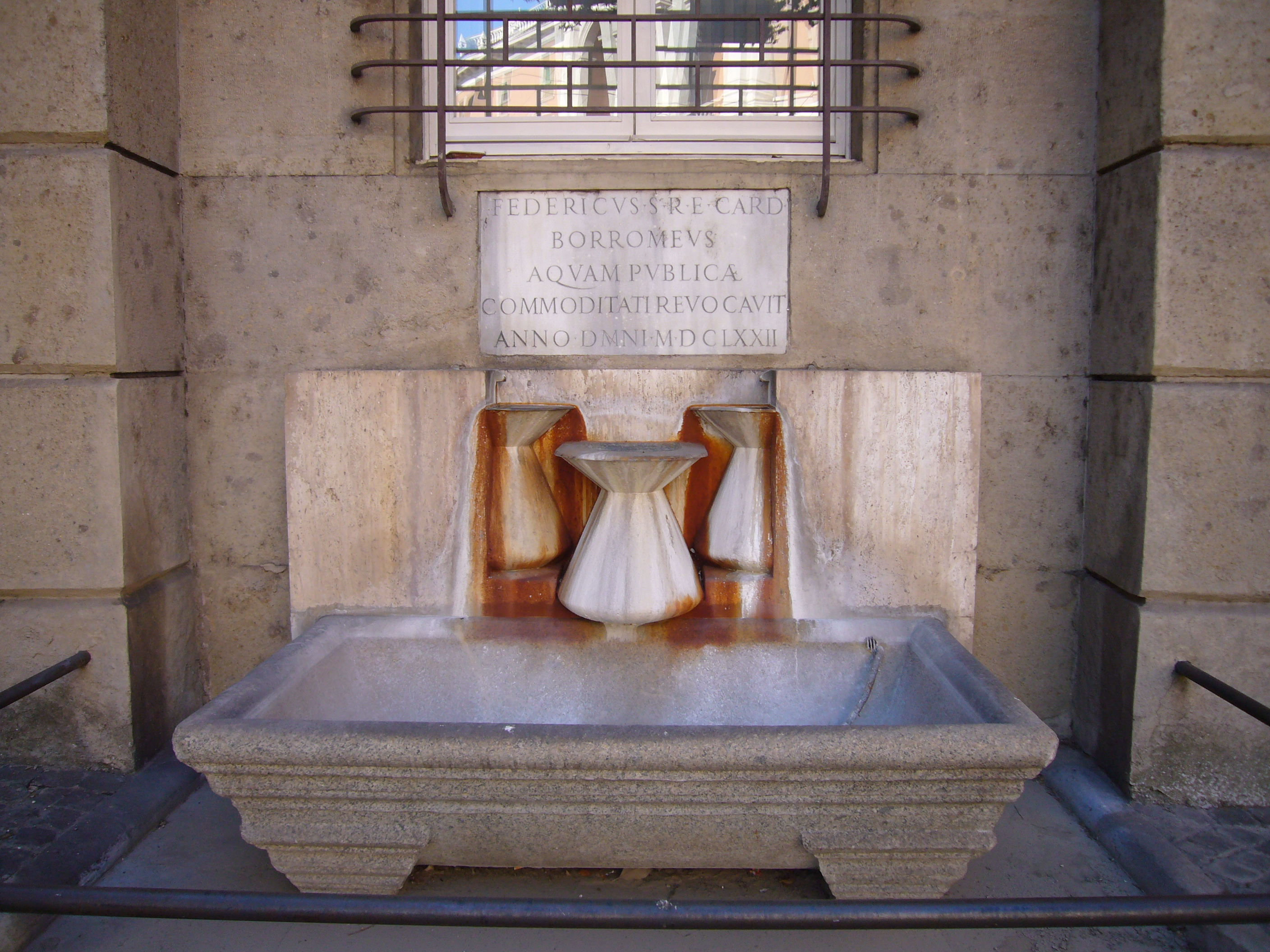
La moderna "Fontana delle Conche"

Anche l'"Arcosolio" dovette subire un ultimo intervento. Sempre la "Cassa del Notariato" acquistò nel 1965 anche l'edificio su cui era stato sistemato e, nella ristrutturazione che ne seguì, scomparve la nicchia bugnata del 1750 e l'epigrafe. La nuova e attuale sistemazione si deve all'architetto Attilio Spaccarelli, che appoggiò conchiglia, mascherone e vasca su un nuovo muro in calcestruzzo ondulato, che conserva della nicchia originale solo una leggera curvatura, ma ha completamente perso l'arco sovrastante e quindi le caratteristiche architettoniche che ne giustificherebbero il nome.
Per riassumere e semplificare: l'"Arcosolio di Benedetto XIV", scomparso l'originale, è ora quello che una volta era il "beveratore" di Giulio III, il quale è diventato una piuttosto anonima "Fontana delle Conche", che mantiene però alcuni elementi del "beveratore" che non le appartengono.